# MONUSCO
MONUSCO è l'acronimo della missione dell'Organizzazione delle Nazioni Unite per la stabilizzazione nella Repubblica Democratica del Congo, una forza di peacekeeping operante nel paese africano, istituita mediante risoluzione del Consiglio di sicurezza dell'ONU n. 1925 del 28 maggio 2010; prende il posto della missione dell'Organizzazione delle Nazioni Unite nella Repubblica Democratica del Congo (MONUC), istituita mediante risoluzione 1258 del 6 agosto 1999 (che a sua volta faceva seguito alla risoluzione n. 1234 del 9 aprile 1999).
La missione, operativa dal 24 febbraio 2000, ha il suo quartier generale a Kinshasa.

## Soldati utilizzati e numero di morti
Nel luglio del 2004, i soldati utilizzati per questa missione erano 10 531, ma il 1º ottobre dello stesso anno il Consiglio di Sicurezza delle Nazioni Unite decise di inviare altri 5 900 soldati, per quanto il segretario generale Kofi Annan ne avesse richiesti 12 000.
Il 25 febbraio 2005 nove mediatori del Bangladesh impegnati nella missione sono stati uccisi dalla milizia nazionalista nella provincia di Ituri. Dopo questo avvenimento, la milizia ha ucciso un altro uomo (di origine nepalese) impegnato nella missione e ne ha catturati sette nel maggio del 2006. Dall'inizio della missione sono rimasti uccisi 83 membri della missione. Il 30 luglio 2006 sono state indette delle elezioni, le prime elezioni libere nel paese dal 1960, e le forze del MONUC hanno controllato il corretto svolgimento delle stesse.
Fino alla fine del 2006 la missione ha contato 93 morti tra le sue file: 68 appartenenti al personale militare, 10 osservatori, 2 appartenenti alla polizia dell'ONU, 18 civili (di cui 9 locali).
Il 22 febbraio 2021 l'ambasciatore italiano Luca Attanasio, il carabiniere Vittorio Jacovacci e Mustapha Milambo Baguna, autista del World Food Programme in servizio presso l'Ambasciata italiana di Kinshasa venivano uccisi nei pressi della cittadina di Kanyamahoro mentre erano parte di un convoglio nel corso di una missione umanitaria del MONUSCO diretta alla città di Rutshuru.

## Forze impegnate

### Militari
Le forze militari impegnate si compongono di 15 051 truppe e 724 osservatori provenienti da 49 nazioni diverse.

#### Africa
- Algeria: 5 osservatori
- Benin: 18 osservatori
- Burkina Faso: 12 osservatori
- Camerun: 1 osservatore
- Egitto: 19 osservatori
- Ghana: 459 truppe, 22 osservatori
- Kenya: 6 truppe, 34 osservatori
- Mali: 25 osservatori
- Malawi: 23 osservatori
- Marocco: 801 truppe, 4 osservatori
- Mozambico: 1 osservatore
- Niger: 19 osservatori
- Nigeria: 29 osservatori
- Senegal: 459 truppe, 24 osservatori
- Sudafrica: 1 196 truppe, 16 osservatori
- Tunisia: 464 truppe, 24 osservatori
- Zambia: 21 osservatori

#### Americhe
- Colombia: 10 osservatori
- Bolivia: 218 truppe, 7 osservatori
- Canada: 9 osservatori
- Guatemala: 105 truppe, 6 osservatori
- Paraguay: 17 osservatori
- Perù: 5 osservatori
- Uruguay: 1 524 truppe, 47 osservatori

#### Asia
- Bangladesh: 1 293 truppe, 24 osservatori
- Cina: 218 truppe, 13 osservatori
- India: 3 495 truppe, 40 osservatori
- Indonesia: 175 truppe, 13 osservatori
- Giordania: 27 osservatori
- Malaysia: 18 osservatori
- Mongolia: 2 osservatori
- Nepal: 1 119 truppe, 22 osservatori
- Oman: 2 osservatori
- Pakistan: 3.717 truppe, 41 osservatori
- Filippine: 2 osservatori
- Sri Lanka: 2 osservatori

#### Europa
- Belgio: 7 osservatori
- Bosnia ed Erzegovina: 5 osservatori
- Repubblica Ceca: 3 osservatori
- Danimarca: 2 osservatori
- Francia: 3 truppe, 3 osservatori
- Irlanda: 3 osservatori
- Polonia: 150 truppe, 3 osservatori
- Portogallo: 3 osservatori
- Romania: 22 osservatori
- Russia: 22 osservatori
- Serbia: 6 truppe
- Svezia: 5 osservatori
- Svizzera: 2 osservatori
- Spagna: 2 osservatori
- Regno Unito: 7 osservatori
- Ucraina: 12 osservatori

### Polizia
Le forze impegnate nelle azioni di polizia sono 320, provenienti da 20 nazioni.
- Argentina: 2
- Benin: 12
- Burkina Faso: 69
- Camerun: 24
- Repubblica Centrafricana: 8
- Ciad: 6
- Costa d'Avorio: 8
- Egitto: 13
- Francia: 10
- Guinea: 47
- Giordania: 5
- Madagascar: 3
- Mali: 7
- Niger: 37
- Nigeria: 3
- Portogallo: 1
- Romania: 1
- Russia: 6
- Senegal: 32
- Svezia: 6
- Turchia: 18
- Vanuatu: 2
- Yemen: 1

### Civili
I civili impegnati in questa missione sono in totale 2 636
- Impiegati delle nazioni unite: 816
- Volontari delle Nazioni Unite (UNV): 482
- Congolesi: 1 338